# هاچتیف
هاچتیف یا هُخ‌تیف (به آلمانی: HOCHTIEF) شرکت ساخت‌وساز آلمانی است، که در زمینه طراحی و احداث انواع زیرساخت‌های شهری و صنعتی، ارائه خدمات مهندسی و ساخت، همچنین مدیریت پروژه فعالیت می‌کند.
شرکت هُخ‌تیف در سال ۱۸۷۳ توسط فیلیپ و بالتزار هافمن تأسیس شد و تاکنون پروژه‌های بزرگی چون: احداث فرودگاه بین‌المللی آتن، پل بسفر، فرودگاه بین‌المللی ملک عبدالعزیز و برج کومرتس‌بانک را برعهده داشته‌است. 
دفتر مرکزی این شرکت در شهر اسن، آلمان قرار دارد و بخشی از سهام آن در بازار بورس فرانکفورت معامله می‌شود. اکثریت سهام شرکت هاتچیف (۶۶٪) متعلق به گروپو آسی‌اس می‌باشد.